# Matthias Klumpp
Matthias Klumpp is een professioneel Duits triatleet uit Reutlingen.
In 1995 werd hij in het Duitse Jümme Europees kampioen triatlon op de lange afstand. Met een tijd van 8:06.05 eindigde hij bijna vier minuten voor de Belg Dirk van Gossum (zilver; 8:09.48) en zijn landgenoot Rolf Lautenbacher (brons; 8:09.48). Hij nam verschillende keren deel aan de Ironman Hawaï. Zijn beste prestatie is een tiende plek in 1996 met een tijd van 8:36.08.

## Titels
- Europees kampioen triatlon op de lange afstand: 1995

## Belangrijke prestaties

### triatlon
- 1993: 28e Ironman Hawaï - 8:50.05
- 1994: 13e Ironman Hawaï - 8:49.20
- 1994:  Duits kampioenschap lange afstand
- 1995:  EK lange afstand in Jümme - 8:06.05
- 1995: 21e Ironman Hawaï - 8:58.23
- 1996: 13e WK lange afstand in Muncie - 3:54.30
- 1996: 4e Ironman Australia - 8:31.58
- 1996: 10e Ironman Hawaï - 8:36.08
- 1997: 15e WK lange afstand in Nice - 5:54.36
- 1997: 15e Ironman Hawaï - 8:58.11
- 1998: 4e Ironman Switzerland - 8:40.38
- 1998: 11e Ironman Hawaï - 8:56.03
- 1999: 13e Ironman Hawaï - 8:43.06
- 2000:  Strongman All Japan - 7:41:07
- 2000: 21e Ironman Hawaï - 8:55.03
- 2001:  Ironman Canada - 8:38.23
- 2001:  Duits kampioenschap middenafstand
- 2004: 10e Triatlon van Nice - 6:52.32
- 2006: 6e Ironman Switzerland
- 2006: 61e Ironman Hawaï - 9:08.50